# Hips Don't Lie
Hips Don't Lie is een Latijns-Amerikaans popnummer van de Colombiaanse zangeres Shakira. De track werd door Wyclef Jean geschreven. Het werd eerst samen met zangeres Claudette Ortiz uitgebracht en later pas in combinatie met Shakira echt op de singlemarkt gebracht.

## Achtergronden
Het nummer is een remake van "Dance Like This" (dat Jean al eens had opgenomen voor de Dirty Dancing-soundtrack in 2004) en komt alleen voor op de speciale editie van het album. De trompetten ter introductie zijn afkomstig van het nummer "Amores Como El Nuestro" van Jerry Rivera.
Het nummer valt helemaal te beluisteren op Shakira's eigen website en zij en Wyclef Jean hebben al meermalen live het nummer ten gehore gebracht. Er zijn tal van varianten op gemaakt, zo is er een speciale remix-versie ('Bamboo versie') voor de WK-finale van 2006 gezongen door haar en Wyclef. Daarnaast is er ook nog een Spaanse variant die de titel 'Sera Sera' draagt.
Shakira zelf verklaart op haar website dat het nummer niet gepland was en dat ze Wyclef toevallig op vakantie tegen was gekomen, waarna ze het idee hadden om samen een nummer op te nemen. Het nummer stond in verschillende landen op de eerste plaats in de hitlijsten, zo ook in Nederland.

## Tekst
Het nummer gaat erover dat Wyclef Jean onder de indruk raakt van de dansbewegingen van Shakira. Hij heeft zelfs zin om Spaans te praten, wat in het nummer dan ook terugkomt: 'Baila en la calle de noche, baila en la calle de día'. Dit betekent dat ze (Shakira) in de straten danst, dag en nacht.
"baila en la calle etc " dit stukje komt ook uit een Colombiaans lied dat vaak tijdens het Barranquilla-carnaval te horen is.

## Videoclip
De clip werd geregisseerd door Sophie Muller en opgenomen in Los Angeles. De video heeft geen echt plot, maar men ziet Shakira en Wyclef dansen in een soort arena. Het overgrote deel van de kledij is afkomstig van het Carnaval de Barranquilla, waaronder de witte jurk waarin Shakira danst. De witte jurk is klederdracht van de noordkust van Colombia en wordt tijdens het Carnaval de Barranquilla gedragen. In de videoclip wordt op straat gedanst, net als op het Carnaval de Barranquilla.

## Tracklist
Cd-single:
1. "Hips Don't Lie (feat. Wyclef Jean) [Jean, Duplessis, Shakira, Parker, Alfanno] – 3:41
2. "Dreams for Plans [Shakira, Buckley] – 4:02

Maxi-cd-single:
1. Hips Don't Lie (feat. Wyclef Jean) – 3:41
2. Dreams for Plans [Shakira, Buckley] – 4:02
3. Hips Don't Lie (Wyclef Mix Show Mix) (feat. Wyclef Jean) – 3:55
4. Hips Don't Lie"' (feat. Wyclef Jean) (video)

## Hitnotering
| "Hips don't lie" in de Nederlandse Top 40 - binnen: 15 april 2006 | "Hips don't lie" in de Nederlandse Top 40 - binnen: 15 april 2006 | "Hips don't lie" in de Nederlandse Top 40 - binnen: 15 april 2006 | "Hips don't lie" in de Nederlandse Top 40 - binnen: 15 april 2006 | "Hips don't lie" in de Nederlandse Top 40 - binnen: 15 april 2006 | "Hips don't lie" in de Nederlandse Top 40 - binnen: 15 april 2006 | "Hips don't lie" in de Nederlandse Top 40 - binnen: 15 april 2006 | "Hips don't lie" in de Nederlandse Top 40 - binnen: 15 april 2006 | "Hips don't lie" in de Nederlandse Top 40 - binnen: 15 april 2006 | "Hips don't lie" in de Nederlandse Top 40 - binnen: 15 april 2006 | "Hips don't lie" in de Nederlandse Top 40 - binnen: 15 april 2006 | "Hips don't lie" in de Nederlandse Top 40 - binnen: 15 april 2006 | "Hips don't lie" in de Nederlandse Top 40 - binnen: 15 april 2006 | "Hips don't lie" in de Nederlandse Top 40 - binnen: 15 april 2006 | "Hips don't lie" in de Nederlandse Top 40 - binnen: 15 april 2006 | "Hips don't lie" in de Nederlandse Top 40 - binnen: 15 april 2006 | "Hips don't lie" in de Nederlandse Top 40 - binnen: 15 april 2006 | "Hips don't lie" in de Nederlandse Top 40 - binnen: 15 april 2006 | "Hips don't lie" in de Nederlandse Top 40 - binnen: 15 april 2006 | "Hips don't lie" in de Nederlandse Top 40 - binnen: 15 april 2006 | "Hips don't lie" in de Nederlandse Top 40 - binnen: 15 april 2006 | "Hips don't lie" in de Nederlandse Top 40 - binnen: 15 april 2006 | "Hips don't lie" in de Nederlandse Top 40 - binnen: 15 april 2006 | "Hips don't lie" in de Nederlandse Top 40 - binnen: 15 april 2006 | "Hips don't lie" in de Nederlandse Top 40 - binnen: 15 april 2006 | "Hips don't lie" in de Nederlandse Top 40 - binnen: 15 april 2006 |
| Week                                                              | 1                                                                 | 2                                                                 | 3                                                                 | 4                                                                 | 5                                                                 | 6                                                                 | 7                                                                 | 8                                                                 | 9                                                                 | 10                                                                | 11                                                                | 12                                                                | 13                                                                | 14                                                                | 15                                                                | 16                                                                | 17                                                                | 18                                                                | 19                                                                | 20                                                                | 21                                                                | 22                                                                | 23                                                                | 24                                                                |                                                                   |
| ----------------------------------------------------------------- | ----------------------------------------------------------------- | ----------------------------------------------------------------- | ----------------------------------------------------------------- | ----------------------------------------------------------------- | ----------------------------------------------------------------- | ----------------------------------------------------------------- | ----------------------------------------------------------------- | ----------------------------------------------------------------- | ----------------------------------------------------------------- | ----------------------------------------------------------------- | ----------------------------------------------------------------- | ----------------------------------------------------------------- | ----------------------------------------------------------------- | ----------------------------------------------------------------- | ----------------------------------------------------------------- | ----------------------------------------------------------------- | ----------------------------------------------------------------- | ----------------------------------------------------------------- | ----------------------------------------------------------------- | ----------------------------------------------------------------- | ----------------------------------------------------------------- | ----------------------------------------------------------------- | ----------------------------------------------------------------- | ----------------------------------------------------------------- | ----------------------------------------------------------------- |
| Positie                                                           | 23                                                                | 5                                                                 | 1                                                                 | 1                                                                 | 2                                                                 | 2                                                                 | 2                                                                 | 2                                                                 | 3                                                                 | 3                                                                 | 3                                                                 | 2                                                                 | 2                                                                 | 2                                                                 | 5                                                                 | 7                                                                 | 8                                                                 | 8                                                                 | 9                                                                 | 15                                                                | 18                                                                | 21                                                                | 30                                                                | 32                                                                | uit                                                               |

| "Hips don't lie" in de Vlaamse Ultratop 50 - binnen: 22 april 2006 | "Hips don't lie" in de Vlaamse Ultratop 50 - binnen: 22 april 2006 | "Hips don't lie" in de Vlaamse Ultratop 50 - binnen: 22 april 2006 | "Hips don't lie" in de Vlaamse Ultratop 50 - binnen: 22 april 2006 | "Hips don't lie" in de Vlaamse Ultratop 50 - binnen: 22 april 2006 | "Hips don't lie" in de Vlaamse Ultratop 50 - binnen: 22 april 2006 | "Hips don't lie" in de Vlaamse Ultratop 50 - binnen: 22 april 2006 | "Hips don't lie" in de Vlaamse Ultratop 50 - binnen: 22 april 2006 | "Hips don't lie" in de Vlaamse Ultratop 50 - binnen: 22 april 2006 | "Hips don't lie" in de Vlaamse Ultratop 50 - binnen: 22 april 2006 | "Hips don't lie" in de Vlaamse Ultratop 50 - binnen: 22 april 2006 | "Hips don't lie" in de Vlaamse Ultratop 50 - binnen: 22 april 2006 | "Hips don't lie" in de Vlaamse Ultratop 50 - binnen: 22 april 2006 | "Hips don't lie" in de Vlaamse Ultratop 50 - binnen: 22 april 2006 | "Hips don't lie" in de Vlaamse Ultratop 50 - binnen: 22 april 2006 | "Hips don't lie" in de Vlaamse Ultratop 50 - binnen: 22 april 2006 | "Hips don't lie" in de Vlaamse Ultratop 50 - binnen: 22 april 2006 | "Hips don't lie" in de Vlaamse Ultratop 50 - binnen: 22 april 2006 | "Hips don't lie" in de Vlaamse Ultratop 50 - binnen: 22 april 2006 | "Hips don't lie" in de Vlaamse Ultratop 50 - binnen: 22 april 2006 | "Hips don't lie" in de Vlaamse Ultratop 50 - binnen: 22 april 2006 | "Hips don't lie" in de Vlaamse Ultratop 50 - binnen: 22 april 2006 | "Hips don't lie" in de Vlaamse Ultratop 50 - binnen: 22 april 2006 | "Hips don't lie" in de Vlaamse Ultratop 50 - binnen: 22 april 2006 | "Hips don't lie" in de Vlaamse Ultratop 50 - binnen: 22 april 2006 | "Hips don't lie" in de Vlaamse Ultratop 50 - binnen: 22 april 2006 | "Hips don't lie" in de Vlaamse Ultratop 50 - binnen: 22 april 2006 | "Hips don't lie" in de Vlaamse Ultratop 50 - binnen: 22 april 2006 | "Hips don't lie" in de Vlaamse Ultratop 50 - binnen: 22 april 2006 | "Hips don't lie" in de Vlaamse Ultratop 50 - binnen: 22 april 2006 | "Hips don't lie" in de Vlaamse Ultratop 50 - binnen: 22 april 2006 | "Hips don't lie" in de Vlaamse Ultratop 50 - binnen: 22 april 2006 | "Hips don't lie" in de Vlaamse Ultratop 50 - binnen: 22 april 2006 | "Hips don't lie" in de Vlaamse Ultratop 50 - binnen: 22 april 2006 |
| Week                                                               | 1                                                                  | 2                                                                  | 3                                                                  | 4                                                                  | 5                                                                  | 6                                                                  | 7                                                                  | 8                                                                  | 9                                                                  | 10                                                                 | 11                                                                 | 12                                                                 | 13                                                                 | 14                                                                 | 15                                                                 | 16                                                                 | 17                                                                 | 18                                                                 | 19                                                                 | 20                                                                 | 21                                                                 | 22                                                                 | 23                                                                 | 24                                                                 | 25                                                                 | 26                                                                 | 27                                                                 | 28                                                                 | 29                                                                 | 30                                                                 | 31                                                                 | 32                                                                 |                                                                    |
| ------------------------------------------------------------------ | ------------------------------------------------------------------ | ------------------------------------------------------------------ | ------------------------------------------------------------------ | ------------------------------------------------------------------ | ------------------------------------------------------------------ | ------------------------------------------------------------------ | ------------------------------------------------------------------ | ------------------------------------------------------------------ | ------------------------------------------------------------------ | ------------------------------------------------------------------ | ------------------------------------------------------------------ | ------------------------------------------------------------------ | ------------------------------------------------------------------ | ------------------------------------------------------------------ | ------------------------------------------------------------------ | ------------------------------------------------------------------ | ------------------------------------------------------------------ | ------------------------------------------------------------------ | ------------------------------------------------------------------ | ------------------------------------------------------------------ | ------------------------------------------------------------------ | ------------------------------------------------------------------ | ------------------------------------------------------------------ | ------------------------------------------------------------------ | ------------------------------------------------------------------ | ------------------------------------------------------------------ | ------------------------------------------------------------------ | ------------------------------------------------------------------ | ------------------------------------------------------------------ | ------------------------------------------------------------------ | ------------------------------------------------------------------ | ------------------------------------------------------------------ | ------------------------------------------------------------------ |
| Positie                                                            | 21                                                                 | 7                                                                  | 1                                                                  | 1                                                                  | 2                                                                  | 2                                                                  | 2                                                                  | 2                                                                  | 3                                                                  | 4                                                                  | 4                                                                  | 5                                                                  | 5                                                                  | 5                                                                  | 4                                                                  | 6                                                                  | 6                                                                  | 7                                                                  | 8                                                                  | 8                                                                  | 11                                                                 | 17                                                                 | 19                                                                 | 22                                                                 | 28                                                                 | 25                                                                 | 31                                                                 | 46                                                                 | 47                                                                 | 46                                                                 | 47                                                                 | 45                                                                 | uit                                                                |

### NPO Radio 2 Top 2000
| Nummer met noteringen in de NPO Radio 2 Top 2000 | '07  | '08 | '09  | '10  | '11  | '12 | '13  |
| ------------------------------------------------ | ---- | --- | ---- | ---- | ---- | --- | ---- |
| Hips Don't Lie                                   | 1275 | -   | 1968 | 1357 | 1783 | -   | 1917 |

1. ↑  Een '-' betekent dat het nummer niet was genoteerd en een vetgedrukt getal geeft de hoogste notering aan.
2. ↑  2007 was het eerste jaar met een notering voor dit nummer.
3. ↑  Deze tabel is bijgewerkt tot en met de laatste editie (2024).